# Mistrovství Evropy v boxu 1942
Neoficiální mistrovství Evropy v boxu proběhlo ve Vratislavi, (tehdy Německo) ve dnech 20. až 25. ledna 1942. 
Mistrovství Evropy mělo proběhnout v roce 1941 v maďarské Budapešti v dubnu, potom v prosinci. Pořadatelem byl Maďarský boxerský svaz, po odvolání Německý boxerský svaz. Fédération Internationale de Boxe Amateur (FIdeBA) se sídlem v Stockholmu nevykazovala během války činnost. Mistrovství Evropy bylo po druhé světové válce zneplatněno.

## Československá stopa
Československo se mistrovství Evropy neúčastnilo, zaniklo v březnu 1939 výnosem o zřízení Protektorátu Čechy a Morava a vznikem Slovenského štátu. Protektorát Čechy a Morava se v průběhu své existence 1939-1945 mezinárodních závodů neúčastnil. Slovenský štát měl na mistrovství Evropy zastoupení v 9 boxerech:
Manažer reprezentace Anton Bezák, trenér Rath
- −50,8 kg: Štefan Števurka z BC Slovakia Bratislava
- −57,2 kg: Ján Pauer z AC Považská Bystrica, Simeon Senka z BC Slovakia Bratislava
- −61,2 kg: Štefan Akay z BC Slovakia Bratislava, Pavel Blesák z TŠS Trnava
- −66,7 kg: Otto Siládi z AC Považská Bystrica
- −72,6 kg: Jaroslav Hřebíček z AC Považská Bystrica
- −79,4 kg: Rudolf Kuss z SŠK Tatran Bratislava a František Kalamen z ŠK Baťovany

za Maďarsko startoval ve welterové váze do 66,7 kg Gyula (Július) Torma.

## Neoficiální výsledky
| Muži     | Zlato                        | Stříbro                  | Bronz                 | 4. místo              |
| -------- | ---------------------------- | ------------------------ | --------------------- | --------------------- |
| –50,8 kg | Costante Paesani (ITA)       | Amleto Falcinelli (ITA)  | Mariano Díaz (ESP)    | Endre Miriszlai (HUN) |
| –53,5 kg | Arturo Paoletti (ITA)        | Juan Martí (ESP)         | Stig Kreuger (SWE)    | Heinz Schims (GER)    |
| –57,2 kg | Dezső Frigyes (HUN)          | Artur Büttner (GER)      | Ermanno Bonetti (ITA) | István Csapogya (HUN) |
| –61,2 kg | Duilio Bianchini (ITA)       | Florindo Tiberi (ITA)    | Heinz Gorczyca (GER)  | Horst Garz (GER)      |
| –66,7 kg | Ferdinand Raeschke (GER)     | Lajos Szentgyörgyi (HUN) | Borje Wretman (SWE)   | Gote Andersson (SWE)  |
| –72,6 kg | Karl Noren (SWE)             | Adolf Baumgarten (GER)   | Carl Schmidt (GER)    | Allan Granelli (SWE)  |
| –79,4 kg | Svend Aage Christensen (DEN) | Otto Proffitlich (GER)   | Rudolf Pepper (GER)   | Lajos Szigeti (HUN)   |
| +79,4 kg | Hein ten Hoff (GER)          | Richard Grupe (GER)      | Gino Latini (ITA)     | Ferenc Nagy (HUN)     |